# Naoum Seniavine
Pour les articles homonymes, voir Seniavine.

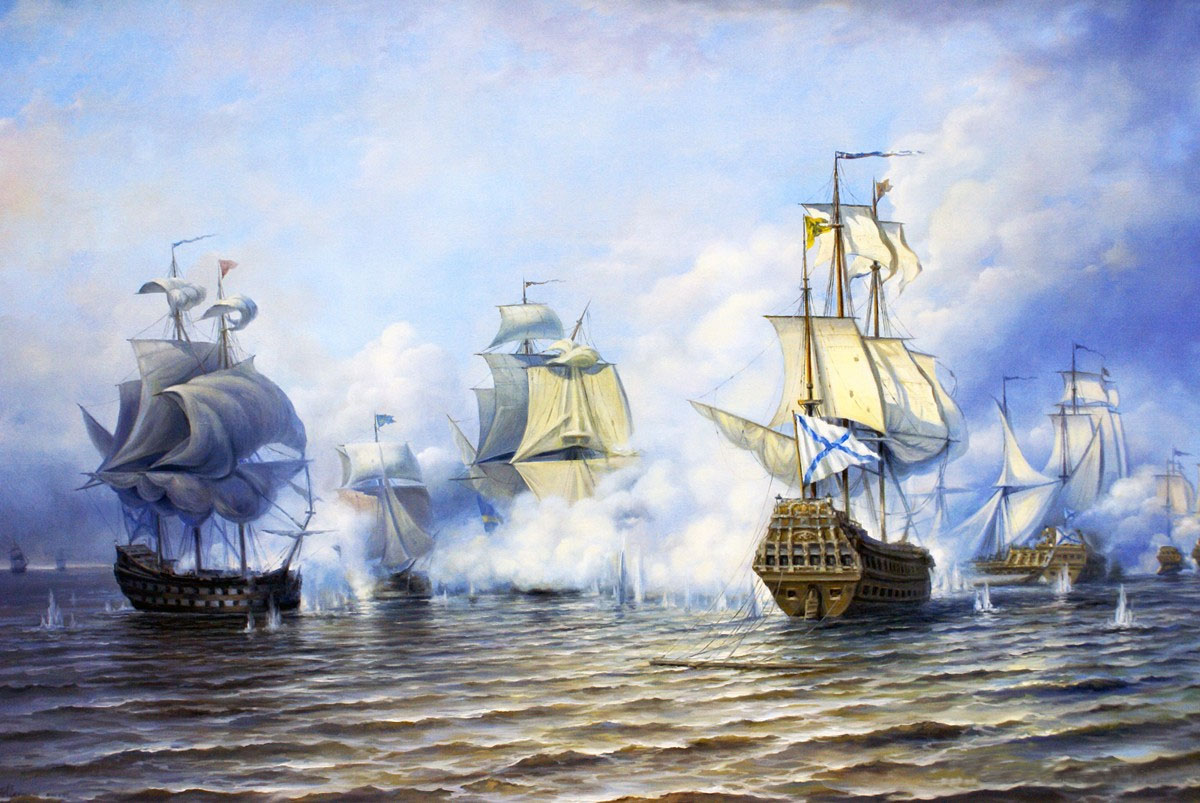
Peinture de la bataille de l’île d’Oesel, peint par Alexey Bogolyubov. L’amiral Naoum Seniavine a participé à cette bataille.

Naoum Akimovitch Seniavine (en russe : Наум Акимович Сенявин), né en 1680, mort le 24 mai 1738 à Otchakov, est le premier vice-amiral de la Russie impériale et une personne de confiance de Pierre le Grand.
Il était le père de l'amiral Alexeï Naoumovitch Seniavine et grand-oncle du célèbre amiral Dmitri Nikolaïevitch Seniavine.

## Biographie
Naoum Seniavine commença sa carrière militaire comme soldat dans le régiment Preobrajenski en 1698. Puis il devint marin, rejoignit la Flotte de la Baltique et fut promu au grade de sous-officier. 

### Guerre du Nord
Il se distingua lors de la Guerre du Nord (1700-1721). En 1713, il fut nommé commandant d'un navire de guerre. En qualité de commandant d'escadre, lors de la bataille de l'île d'Ösel le 4 juin 1719, il força trois navires suédois à capituler. En 1721, il devint membre de l'Amirauté. 
De 1728 à 1732, il commanda une flotte de galères. 

### Guerre russo-turque
Au cours de la Guerre russo-turque de 1737-1739 il commanda la flottille du Dniepr.

## Sources
- (en) Cet article est partiellement ou en totalité issu de l’article de Wikipédia en anglais intitulé « Naum Senyavin » (voir la liste des auteurs).
- (ru) Biographie sur le site Academic